# Mike Schafmeier
Michael „Mike“ Schafmeier (* 5. Dezember 1949 in Cottbus; † 19. Dezember 2020 in Dresden) war ein deutscher Musiker und Schlagzeuger. Er war Gründungsmitglied der Musikgruppe Silly.

## Leben
Mike Schafmeier wuchs in Cottbus auf und absolvierte nach seinem Schulabschluss zunächst eine Ausbildung zum Kfz-Mechatroniker. Später zog er nach Ost-Berlin. Er spielte ab seinem 16. Lebensjahr in den verschiedenen Musikgruppen als Schlagzeuger mit. Im Jahr 1978 gehörte Schafmeier gemeinsam mit Tamara Danz, Ulrich Mann, Mathias Schramm, Thomas Fritzsching und Manfred Kusno zu den Gründungsmitgliedern der Musikgruppe Silly, die sich zu einer der bedeutendsten Rockbands in der DDR entwickelte. Im Jahr 1979 war er der Hauptsänger des Songs Ich bin der letzte Kunde, wofür die Sängerin Tamara Danz einmalig seine Position am Schlagzeug einnahm.
Im Mai 1984 verließ Schafmeier dann nach rund sechs Jahren die Gruppe Silly und war fortan Mitglied der Gruppe MTS. Dort war er ebenfalls als Schlagzeuger sowie auch für den Gesang tätig. Im Jahr 2015 verließ Schafmeier die Gruppe dann nach 31 Jahren aus gesundheitlichen Gründen.
Mike Schafmeier starb am 19. Dezember 2020 im Alter von 71 Jahren in Dresden. Er war zuletzt an Diabetes mellitus und an Demenz erkrankt. Er hinterließ seine Lebensgefährtin.